# Rhytidophyllum onacaense
Rhytidophyllum onacaense là một loài thực vật có hoa trong họ Tai voi. Loài này được (Rusby) L.E.Skog miêu tả khoa học đầu tiên năm 1976.